# Souleymane Coulibaly
Souleymane Coulibaly (Anguededou Songon, Costa de Marfil, 26 de diciembre de 1994) es un futbolista que juega en la posición de delantero para el Nuova Florida Calcio.

## Trayectoria
Comenzó su carrera en el equipo base de Siena. En la temporada 2010-2011 tuvo 10 apariciones para el Siena sub-19, anotando una sola vez.

## Selección nacional
Con su selección disputó el Campeonato Africano Sub-17 de 2011 donde logró el cuarto puesto no convirtiendo goles. A partir del 18 de junio disputó el Mundial de su categoría (sub-17), llevado a cabo en México, marcando nueve de los diez goles hechos por Costa de Marfil, consiguiendo así la Bota de Oro del certamen.

### Participaciones con la selección
| Torneo                             | Sede   | Resultado        |
| ---------------------------------- | ------ | ---------------- |
| Campeonato Africano Sub-17 de 2011 | Ruanda | Cuarto lugar     |
| Copa Mundial Sub-17 de 2011        | México | Octavos de final |

## Palmarés

### Distinciones individuales
| Distinción                 | Año  |
| -------------------------- | ---- |
| Bota de Oro Mundial Sub-17 | 2011 |